# = (album)
= (stilizzazione di Equals) è il settimo album in studio del cantautore britannico Ed Sheeran, pubblicato il 29 ottobre 2021 dalla Asylum Records e dalla Atlantic Records.

## Tracce
1. Tides – 3:15 (Ed Sheeran, Foy Vance, Johnny McDaid)
2. Shivers – 3:27 (Ed Sheeran, Johnny McDaid, Steve Mac, Kal Lavelle)
3. First Times – 3:05 (Ed Sheeran, David Hodges, Fred Gibson)
4. Bad Habits – 3:50 (Ed Sheeran, Fred Gibson, Johnny McDaid)
5. Overpass Graffiti – 3:56 (Ed Sheeran, Johnny McDaid, Steve Mac)
6. The Joker and the Queen – 3:05 (Ed Sheeran, Fred Gibson, Johnny McDaid, Sam Roman)
7. Leave Your Life – 3:43 (Ed Sheeran)
8. Collide – 3:30 (Ed Sheeran, Ben Kweller, Fred Gibson, Johnny McDaid)
9. 2step – 2:33 (Ed Sheeran, Andrew Wotman, David Hodges, Louis Bell)
10. Stop the Rain – 3:23 (Ed Sheeran)
11. Love in Slow Motion – 3:10 (Ed Sheeran, Johnny McDaid, Natalie Hemby)
12. Visiting Hours – 3:35 (Ed Sheeran, Amy Wadge, Anthony Clemons, Johnny McDaid, Kim Lang Smith, Michael Pollack, Scott Carter)
13. Sandman – 4:19 (Ed Sheeran, Johnny McDaid)
14. Be Right Now – 3:31 (Ed Sheeran, Fred Gibson, Johnny McDaid)

Traccia bonus nell'edizione giapponese
1. Afterglow – 3:05 (Ed Sheeran, David Hodges, Fred Gibson)

= (Christmas Edition)
1. Merry Christmas (con Elton John) – 3:28 (Ed Sheeran, Elton John)

Contenuto bonus nella riedizione francese del 2022
- CD

1. 2Step (feat. Leto) – 2:34
2. Peru (con Fireboy DML) – 3:07
3. Call on Me (con Vianney) – 3:21
4. Bam Bam (con Camila Cabello) – 3:28

- DVD

1. FNAC Live Paris 2021

Tracce bonus nella Tour Edition
1. Afterglow – 3:05
2. One Life – 3:57
3. Penguins – 4:09
4. I Will Remember You – 3:35
5. Welcome to the World – 2:57
6. The Joker and the Queen (feat. Taylor Swift) – 3:05
7. 2Step (feat. Lil Baby) – 2:43
8. Bad Habits (feat. Bring Me the Horizon) – 4:11
9. Peru (Fireboy DML & Ed Sheeran) – 3:07

## Classifiche

### Classifiche settimanali
| Classifica (2021) | Posizione massima |
| ----------------- | ----------------- |
| Australia         | 1                 |
| Austria           | 1                 |
| Belgio (Fiandre)  | 2                 |
| Belgio (Vallonia) | 1                 |
| Canada            | 1                 |
| Croazia           | 1                 |
| Danimarca         | 1                 |
| Finlandia         | 2                 |
| Francia           | 1                 |
| Germania          | 1                 |
| Giappone          | 7                 |
| Grecia            | 9                 |
| Irlanda           | 1                 |
| Islanda           | 3                 |
| Italia            | 1                 |
| Lituania          | 1                 |
| Norvegia          | 1                 |
| Nuova Zelanda     | 1                 |
| Paesi Bassi       | 1                 |
| Polonia           | 3                 |
| Portogallo        | 1                 |
| Regno Unito       | 1                 |
| Repubblica Ceca   | 1                 |
| Slovacchia        | 1                 |
| Spagna            | 1                 |
| Stati Uniti       | 1                 |
| Svezia            | 1                 |
| Svizzera          | 1                 |
| Ungheria          | 1                 |

### Classifiche di fine anno
| Classifica (2021) | Posizione |
| ----------------- | --------- |
| Australia         | 6         |
| Austria           | 7         |
| Belgio (Fiandre)  | 14        |
| Belgio (Vallonia) | 16        |
| Danimarca         | 26        |
| Finlandia         | 7         |
| Francia           | 22        |
| Germania          | 11        |
| Italia            | 42        |
| Norvegia          | 36        |
| Nuova Zelanda     | 18        |
| Paesi Bassi       | 9         |
| Polonia           | 60        |
| Portogallo        | 27        |
| Regno Unito       | 2         |
| Slovacchia        | 4         |
| Spagna            | 33        |
| Svezia            | 23        |
| Svizzera          | 4         |
| Ungheria          | 13        |
| Classifica (2022) | Posizione |
| Australia         | 5         |
| Austria           | 4         |
| Belgio (Fiandre)  | 9         |
| Belgio (Vallonia) | 23        |
| Danimarca         | 4         |
| Finlandia         | 4         |
| Francia           | 13        |
| Germania          | 8         |
| Islanda           | 18        |
| Italia            | 35        |
| Lituania          | 16        |
| Norvegia          | 6         |
| Nuova Zelanda     | 6         |
| Paesi Bassi       | 2         |
| Regno Unito       | 2         |
| Repubblica Ceca   | 7         |
| Slovacchia        | 3         |
| Spagna            | 39        |
| Svezia            | 3         |
| Svizzera          | 8         |

## Date di pubblicazione
| Paese | Data di pubblicazione | Formato                                  | Edizione          | Etichetta          |
| ----- | --------------------- | ---------------------------------------- | ----------------- | ------------------ |
| Mondo | 29 ottobre 2021       | CD, MC, LP, download digitale, streaming | Standard          | Warner Music Group |
| Mondo | 29 ottobre 2021       | CD, LP, download digitale, streaming     | Deluxe            | Warner Music Group |
| Mondo | 1º dicembre 2021      | Download digitale, streaming             | Christmas Edition | Warner Music Group |
| Mondo | 27 maggio 2022        | Download digitale, streaming             | Tour Edition      | Warner Music Group |